# Jayanthi Kuru-Utumpala
Jayanthi Kuru-Utumpala (sinh ngày 3 tháng 9 năm 1979) là một nhà thám hiểm người Sri Lanka, nhà leo núi chuyên nghiệp, người thuyết giảng, nhà hoạt động vì cộng đồng LGBT và quyền của phụ nữ. Vào ngày 21 tháng 5 năm 2016, cô là người Sri Lanka đầu tiên leo lên đỉnh Everest. Kuru-Utumpala là người ủng hộ quyền phụ nữ ở Sri Lanka và đã dành phần lớn quãng đời trưởng thành của mình để nghiên cứu về giới tính và quyền của phụ nữ. Cô hợp tác cùng với Johann Peries trong một số cuộc thám hiểm.

## Tiểu sử
Jayanthi Kuru-Utumpala sinh ngày 3 tháng 9 năm 1979 tại Colombo. Cha của cô là Nissanka, một kỹ sư cơ khí còn mẹ cô là Jacinta, một người quản lý trong ngành khách sạn. Anh trai cô, Rukshan theo học trường St. Thomas ở Mount Lavinia. Cô được anh trai mình mô tả là một người không biết sợ khi còn là một đứa trẻ. Thời thơ ấu, bạn bè cô mô tả là một cô nàng tomboy, vì cô giống một cậu bé, cô được bạn bè cảnh báo cô sẽ phát triển bắp tay và cơ ba đầu từ việc trèo cây và leo núi.

## Nghề nghiệp
Năm 1984, Kuru-Utumpala học tiểu học tại Đại học Giám mục và cũng học trung học tại đây cho đến năm 1998. Sau khi học xong, năm 1999 cô học tại Học viện Tổ chức Sri Lanka  để theo đuổi bằng tốt nghiệp báo chí và truyền thông. Năm 2000 cô học tại Nhà Miranda của Đại học Delhi và có được cả bằng cử nhân Nghệ thuật lẫn bằng đại học về văn học Anh vào năm 2003. Cô cũng tham gia khóa học leo núi quân sự kéo dài 28 ngày tại Học viện leo núi Himalaya vào năm 2002. Cô đã nhận được bằng tốt nghiệp sau đại học vào năm 2007 trong các nghiên cứu về phụ nữ từ Đại học Colombo. Kuru-Utumpala đã giành được học bổng du học tại Đại học Sussex ở Anh và lấy được bằng Thạc sĩ Văn chương tại trường đại học này vào năm 2009.
Cô đã thực hiện nghiên cứu dựa trên nghiên cứa giới, đặc biệt là về quyền của phụ nữ, trong khi theo đuổi các nghiên cứu cao hơn của mình, cô cũng thực hiện các bài phát biểu truyền cảm hứng trao quyền cho các phụ nữ. Từ năm 2003, cô là thành viên chủ chốt của phong trào phụ nữ Sri Lanka, đồng thời là thành viên của Tập thể Phụ nữ và Truyền thông. Cô từng là chuyên gia về giới tính và tình dục tại Care International Sri Lanka vào tháng 4/2015. Năm 2016, cô được bổ nhiệm làm đại sứ thiện chí đầu tiên cho quyền phụ nữ ở Sri Lanka bởi Bộ trưởng Bộ Phụ nữ lúc đó là Chandrani Bandara Jayasinghe. Kuru-Utumpala cũng là đại sứ thiện chí cho sáng kiến toàn cầu Think Equal.
Kuru-Utumpala hợp tác với Johann Peries vào năm 2011 và  cùng với Peries trong một số cuộc thám hiểm thành công, bao gồm cả việc lên đỉnh Adam, Island Peak vào năm 2012, Kilimanjaro vào năm 2014, và lần leo lịch sử của cô trên đỉnh Everest vào năm 2016. Cô cũng đã hoàn thành các cuộc thám hiểm như Paarl Rocks ở Stellenbosch, Arneles Mendoza ở Argentina, Pyrenees ở Tây Ban Nha và Ben Nevis ở Scotland.
Vào tháng 2 năm 2019, Kuru-Utumpala và Peries chính thức ký hợp đồng với tư cách là đại sứ thương hiệu của Ngân hàng Quốc gia Hatton. Vào tháng 6 năm 2020, cô được vinh danh là một trong những thành viên của lực lượng đặc nhiệm của Tổng thống do Tổng thống Gototti Rajapaksa bổ nhiệm như một phản ứng để giải quyết đại dịch COVID-19 tại Sri Lanka.

## Đoàn thám hiểm Everest
Từ năm 2014 Kuru-Utumpala và Peries được huấn luyện để leo lên đỉnh Everest và tham gia các hoạt động giải trí khác nhau, như bơi lội và leo núi. Vào tháng 4 năm 2016, bộ đôi này tuyên bố họ đang thực hiện sứ mệnh leo lên đỉnh Everest. Họ đã thành lập chiến dịch Thám hiểm Everest của Sri Lanka năm 2016. Đoàn thám hiểm trị giá khoảng 136.000 đô la Mỹ, đoàn được công ty leo núi International Mountain Guide hỗ trợ, họ được công ty cung cấp về hướng dẫn viên, người Sherpa, hậu cần, bữa ăn và chỗ ở trong chuyến thám hiểm. Kuru-Utumpala và Peries được đi cùng với người Nepal Sherpas: Ang Karma (đi cùng Kuru-Utumpala) và Ang Pasang (đi cùng Peries).
Kuru-Utumpala đã lên tới đỉnh núi Everest thành công lúc 5:03 sáng ngày 21 tháng 5 năm 2016, trong khi Peries không thể hoàn thành, vì bình oxy của anh không đủ ở độ cao 400 mét (1.300 ft) trước đỉnh núi. Peries chỉ đạt tới độ cao 8.400 m (27.600 ft), nằm ngoài Trại IV (trại cuối cùng trên tuyến đường phía nam, trên South Col). Kuru-Utumpala trở thành người phụ nữ Sri Lanka đầu tiên cũng như duy nhất của Sri Lanka chinh phục nóc nhà Everest. Kuru-Utumpala cũng đưa Sri Lanka trở thành quốc gia thứ tư trên thế giới sau Ba Lan, Croatia và Nam Phi, có người đầu tiên lên đỉnh núi Everest là phụ nữ.

## Danh hiệu
Kuru-Utumpala đã giành được một giải thưởng đặc biệt từ kênh truyền hình Ada Derana như một phần của Ada Derana Sri Lankan của Năm 2016. Cô cũng được BBC đưa vào danh sách 100 phụ nữ truyền cảm hứng và có sức ảnh hưởng nhất thế giới năm 2017.
Vào tháng 3 năm 2019, cô được vinh danh là một trong những người phụ nữ có ảnh hưởng nhất và trong số những người làm thay đổi phụ nữ ở Sri Lanka, bởi Quốc hội Sri Lanka trùng với Ngày Quốc tế Phụ nữ.
Vào tháng 8 năm 2019, cô là một trong 66 người được nhận danh hiệu quốc gia năm 2019 từ Tổng thống Sri Lanka Maithripala Sirisena.